# Heike Streich
Heike Streich (* 20. Jahrhundert) ist eine deutsche Filmproduzentin.

## Leben
Heike Streich studierte Film- und Fernsehproduktion an der Filmuniversität Babelsberg Konrad Wolf. Ab 1993 wurde sie Redakteurin bei Radio Brandenburg und Radio Eins sowie danach beim ORB-Fernsehen. Ab 2001 war sie Redakteurin für Fernsehfilme bei Sat.1. 2004 kam sie zur Studio Hamburg. Seit 2009 produziert sie Polizeiruf-110-Folgen für den RBB, etwa eine pro Jahr. Seit 2011 arbeitet sie für die Real Film Berlin.

## Filmografie (Auswahl)
- 2008–2009: Die 25. Stunde (Miniserie, 6 Folgen)
- 2009: Engel sucht Liebe
- seit 2009: Polizeiruf 110 (Fernsehreihe)
- 2011: Stankowskis Millionen
- 2011: Es ist nicht vorbei
- 2011–2015: Reiff für die Insel (Fernsehreihe, 5 Folgen)
- seit 2017: Praxis mit Meerblick (Fernsehreihe)
  - 2017: Willkommen auf Rügen, Episode 1
  - 2018: Brüder und Söhne, Episode 2
  - 2018: Der Prozess, Episode 3
  - 2019: Unter Campern, Episode 4
  - 2019: Der einsame Schwimmer, Episode 5
  - 2020: Auf zu neuen Ufern, Episode 6
  - 2020: Alte Freunde, Folge 7
  - 2020: Sehnsucht, Folge 8
  - 2020: Familienbande, Folge 9
  - 2021: Herzklopfen, Folge 10
  - 2021: Vatertag auf Rügen, Folge 11
  - 2021: Hart am Wind, Folge 12
  - 2022: Mutter und Sohn, Folge 13
  - 2022: Was wirklich zählt, Folge 14
  - 2022: Schwesterherz, Folge 15
  - 2023: Rügener Sturköpfe, Folge 16
  - 2023: Dornröschen Folge 17
  - 2023: Schwindel Folge 18
  - 2024: Kleine Wunder Folge 19
  - 2024: Die Kämpferin Folge 20
  - 2024: Schiffbruch Folge 21
  - 2024: Geheimnisse Folge 22
  - 2025: Volle Kraft voraus Folge 23
  - 2025: Verlobung mit Hindernissen Folge 24
  - 2025: Neun Leben Folge 25
  - 2025: Romeo & Julia Folge 26
- 2018: Teufelsmoor
- 2019: Gegen die Angst